# Lila dollármadár
A lila dollármadár (Eurystomus azureus) a madarak osztályának szalakótaalakúak (Coraciiformes) rendjébe és a szalakótafélék (Coraciidae) családjába tartozó faj.

## Rendszerezése
A fajt George Robert Gray angol zoológus írta le 1860-ban. Szerepelt a kéknyakú csörgőmadár (Eurystomus orientalis) alfajaként Eurystomus orientalis azureus néven is.

## Előfordulása
Indonéziához tartozó Maluku-szigetek északi részén, Halmahera, Ternate, Tidore, Kasiruta és Bacan szigetein honos. Természetes élőhelyei a szubtrópusi és trópusi síkvidéki esőerdők, valamint ültetvények és vidéki kertek. Állandó, nem vonuló faj.

## Megjelenése
Testhossza 35 centiméter.

## Természetvédelmi helyzete
Az elterjedési területe kicsi és gyorsan csökken, egyedszáma 1500-7000 példány közötti és szintén csökken. A Természetvédelmi Világszövetség Vörös listáján mérsékelten fenyegetett fajként szerepel.